# Medina Fesa
Medina Fesa (ar.: فاس البالي‎, Fes el Bali) je najstariji dio grada (medina) Fesa. Izvorno je osnovan kao Idrisidska prijestolnica 789., što je ostao do 808. godine. Pored toga što je u njemu osnovano najstarije sveučilište na svijetu, Al-Karaouine, koje još uvijek djeluje, Medina Fesa je, zbog svojih tradicionalnih uskih ulica, najveće urbano područje na svijetu bez prometa automobila. Zbog čega je upisano na UNESCO-ov popis mjesta svjetske baštine u Africi 1981. godine.

## Povijest
Grad je 789. godine osnovao Idris I., osnivač dinastije Idrisida. Taj prvi grad je imao dvije utvrđene četvrti, Andaluz i Kaïrouanais, koje su bile odvojene dolinom Fesa (Fes uadi). U jednoj su živjeli stanovnici Andaluzije, većinom zanatlije i majstori, koji su iz Córdobe pobjegli u sigurnost Fesa, dok su u drugoj živjeli izbjeglice iz Kairuana (Tunis) koji su sačuvali svoj identitet.
God. 859., Jahja ibn Muhammad je dao izgraditi džamiju Kairaouine (jednu od najvećih u Africi) i uz nju osnovao sveučilište Al-Karaouine koje je danas najstarije na svijetu. Oni su preživjeli kada su Almoravidi uništili grad u 11. stoljeću.
Smatra se da je u doba dinastije Almohada (1170. – 1180.) Fes, koji je bio veličine današnje Medine Fesa, bio najveći grad na svijetu. Sveučilište u Fesu je bilo značajno znanstveno središte u kojemu su studirali i mnogi kršćani iz Europe.
Fes je dosegao vrhunac za dinastije Marinida u 13. i 14. stoljeću kada je zamijenio Marakeš kao prijestolnica države, a Fes su proširili osnovavši Fes Džedid (1276.), zapadno od medine. Ova dva naselja su se spojila u golemu islamsku metropolu s građevinama raznolikih formi u urbanom krajoliku koji su isticali multikulturalno društvo. U 14. stoljeću njima se pripojila i židovska četvrt, Mellah. Tada su izgrađene najvažnije građevine u gradu: medrese, fonduci, palače, rezidencije, džamije i česme. 
God. 1579. Osmanlije su zauzeli Fes i nakon toga je glavni grad dinastije Saadi preseljen u Marakeš. Od 1649. godine Fes je dio nezavisnog Maroka. U razdoblju 1790. – 1795. Fes je bio neovisan pod vodstvom Jazida i Abu´r-Rabi Sulejmana. U razdoblju do 1912. godine Fes je nekoliko puta bio glavni grad Maroka. Kad je Maroko postao francuska kolonija, Francuzi su odlučili da Rabat bude glavni grad, ali je Fes ostao duhovna i kulturna prijestolnica.
Danas je Medina Fesa samo jedno od područja grada Fesa (druga dva su Fes Dždid i Ville nouvelle) koje privlači najviše turista jer pruža jedinstven pogled u negdašnji način života u starim gradovima Magreba, kako se živjelo stoljećima, sa starom arhitekturom i načinom trgovanja. Njegova arhitektura je nastala u razdoblju od više od 10. stoljeća, pri čemu su lokalni majstori razvili originalne građevinske tehnike i tehnike ukrašavanja spojivši ih s raznim utjecajima (andaluzijski, orijentalni i afrički).
Prema UNESCO-u danas Medini Fesa prijeti nekontrolirano povećanje broja stanovnika koje mijenja urbano tkivo grada, ali i propadanje starih građevina zbog nemara. Marokanska država poduzima mjere kako bi se riješila ova dva problema u želji da poveća održivost turizma i sigurnost građana, koliko i turista.
- Mauzolej Idrisa I.
- Plava vrata
- Al-Karaouine
- Medresa Bu Inanija
- Bojanje tkanina
- Klasična ulica Medine

## Vanjske poveznice
- The Moroccan Medina (engl.)
- Borders of Fes El-Bali on the Google Maps